# Kolticka
Kolticka (Gloeophyllum carbonarium) är en svampart som först beskrevs av Berk. & M.A. Curtis, och fick sitt nu gällande namn av Leif Ryvarden 1984. Kolticka ingår i släktet Gloeophyllum och familjen Gloeophyllaceae.  Arten är reproducerande i Sverige. Inga underarter finns listade i Catalogue of Life.